# Crawford F. Parker
Crawford Fairbanks Parker (* 20. September 1906 in Danville, Indiana; † 15. Februar 1986 in Fort Lauderdale, Florida) war ein US-amerikanischer Politiker. Zwischen 1957 und 1961 war er Vizegouverneur des Bundesstaates Indiana.

## Werdegang
Über die Jugend und Schulausbildung von Crawford Parker ist nichts überliefert. Auch über seinen Werdegang jenseits der Politik gibt es in den Quellen keine Angaben. Er schloss sich der Republikanischen Partei an und war zwischen 1952 und 1956 als Secretary of State der geschäftsführende Beamte der Staatsregierung von Indiana.
1956 wurde Parker an der Seite von Harold W. Handley zum Vizegouverneur von Indiana gewählt. Dieses Amt bekleidete er zwischen dem 14. Januar 1957 und dem 9. Januar 1961. Dabei war er Stellvertreter des Gouverneurs und Vorsitzender des Staatssenats. 1960 unterlag er bei den Gouverneurswahlen knapp dem Demokraten Matthew E. Welsh. Danach ist er politisch nicht mehr in Erscheinung getreten. Er starb am 15. Februar 1986 in Fort Lauderdale.